# 전주현의 음악여행
전주현의 음악여행은 iTV 경인방송의 라디오 채널 iTV iFM에서 2003년 6월 30일부터 2004년 10월 10일까지 1년간 방송했던 가요, 팝 전문 라디오 프로그램이다.
DJ는 전주현이며, 방송시간은 매일 아침 9시부터 오전 11시까지이다.
| iTV iFM              |                      |                     |
| 이전                 | 전주현의 음악여행    | 다음                |
| 로리주희가 여는 아침 | 전주현의 음악여행    | 김광한의 팝스다이얼 |
| 아침 7시 ~ 아침 9시  | 아침 9시 ~ 오전 11시 | 오전 11시 ~ 낮 12시 |
|                      |                      |                     |